# Châtres (Aube)
Châtres è un comune francese di 636 abitanti situato nel dipartimento dell'Aube nella regione del Grand Est.

## Società

### Evoluzione demografica
Abitanti censiti